# Барсуки (Сафоновский район)
Барсуки́ — деревня в Смоленской области России, в Сафоновском районе. Население — 0 жителей (2007 год). Расположена в центральной части области в 25 км к юго-востоку от города Сафонова, в 4 км севернее автодороги Р134 «Старая Смоленская дорога», на берегу реки Малая Костря. В 15 км севернее от деревни железнодорожная станция Издешково на линии Москва — Минск. Входит в состав Игнатковского сельского поселения.

## История
В годы Великой Отечественной войны деревня была оккупирована гитлеровскими войсками в сентябре 1941 года, освобождена в 1943 году.